# Guam nos Jogos Olímpicos de Verão de 1988
O Guam participou dos Jogos Olímpicos de Verão de 1988 em Seul, na Coreia do Sul. Não conquistou nenhuma medalha, nem de ouro, nem de prata, nem de bronze. Competiu no atletismo e na natação.